# Unité urbaine de Meximieux
L'unité urbaine de Meximieux est une unité urbaine française centrée sur la ville de Meximieux, douzième ville du département de l'Ain.

## Données générales
En 2010, selon l'Insee, l'unité urbaine était composée de trois communes.
En 2020, à la suite d'un nouveau zonage, elle est composée des trois mêmes communes. 
En 2022, avec 11 120 habitants, elle représente la 5e unité urbaine dont la ville-centre se situe dans le département de l'Ain. Si l'on prend en compte les unités urbaines dont la ville-centre se situe hors du département, elle se situe au 7e rang.

## Composition selon la délimitation de 2020
| Nom                      | Code Insee | Département | Statut       | Superficie (km2) | Population (dernière pop. légale) | Densité (hab./km2) | Modifier                                    |
| ------------------------ | ---------- | ----------- | ------------ | ---------------- | --------------------------------- | ------------------ | ------------------------------------------- |
| Meximieux (ville-centre) | 01244      | Ain         | ville-centre | 13,75            | 8 198 (2022)                      | 596                | modifier les données · modifier les données |
| Bourg-Saint-Christophe   | 01054      | Ain         | banlieue     | 8,98             | 1 540 (2022)                      | 171                | modifier les données · modifier les données |
| Pérouges                 | 01290      | Ain         | banlieue     | 18,97            | 1 382 (2022)                      | 73                 | modifier les données · modifier les données |

## Démographie
| 1968  | 1975  | 1982  | 1990  | 1999  | 2008  | 2013  | 2019   |
| ----- | ----- | ----- | ----- | ----- | ----- | ----- | ------ |
| 3 665 | 4 503 | 5 570 | 7 797 | 8 767 | 9 634 | 9 888 | 10 653 |

#### Données générales
- Unité urbaine
- Aire d'attraction d'une ville
- Aire urbaine (France)
- Liste des unités urbaines de France

#### Données démographiques en rapport avec le département de l'Ain
- Démographie de l'Ain

#### Données démographiques en rapport avec l'unité urbaine de Meximieux
- Aire d'attraction de Lyon
- Arrondissement de Belley